# رمی ۱۴۶۸۳
سیارک ۱۴۶۸۳ (به انگلیسی: 14683 Remy، نامگذاری:1999XG156) چهارده هزار و ششصد و هشتاد و سومین سیارک کشف شده‌است که در ۸ دسامبر ۱۹۹۹ کشف شد.
قدر مطلق سیارک برابر ۱۷.۰ است.